# Pedra Llarga (Montner)
La Pedra Llarga, o Pedra de Montner, també anomenada Mastra de Rotllan, era un menhir del terme comunal de Montner, de la comarca del Rosselló, a la Catalunya del Nord, a tocar de l'antic terme de rossellonès de Caladroer, antigament pertanyent a Millars, a la Catalunya del Nord, actualment integrat en el de Bellestar, de la comarca de la Fenolleda.
Està situat a l'extrem nord-est del terme de Caladroer, al Coll de la Batalla.
Fou donat a conèixer per Joseph Jaubert de Réart el 1835, que el va descriure dient que tenia forma cònica i feia 4 metres de llargària. El dolmen fou destruït i les seves pedres, fetes servir en la construcció d'un pont l'any 1823. El mateix Jaubert esmenta l'existència d'un altre menhir al Coll de la Batalla. Segons alguns estudiosos, es tractava d'una fita termenal medieval, i no d'un megàlit prehistòric.